# George Stephenson

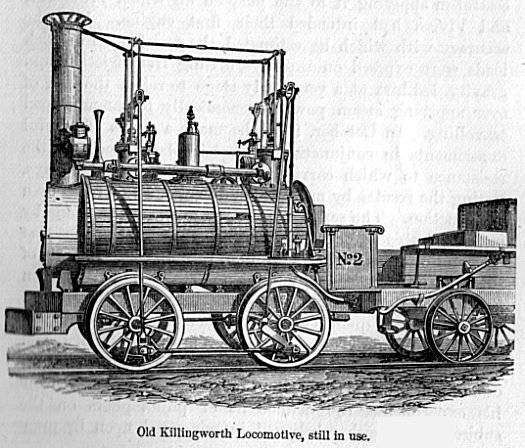
Ett ånglok konstruerat av Stephenson 1816.

George Stephenson, född 9 juni 1781 i Wylam nära Newcastle-upon-Tyne, Northumberland, död 12 augusti 1848 i Tapton House nära Chesterfield, Derbyshire, var en brittisk ingenjör. Han var en drivande kraft bakom det första järnvägsväsendet.

## Biografi
Stephenson hade fattiga föräldrar och började som arbetare i en kolgruva. Han rönte uppmärksamhet när han förbättrade en pumpanläggning och gjordes senare till arbetsledare i kolgruvan nära Darlington. År 1814 byggde han ett ånglokomotiv för gruvans järnväg. Konstruktionen ansågs länge som världens första användbara ånglokomotiv. Det första ånglokomotivet skapades dock redan 1804 av Richard Trevithick, men det hade stora problem med spåret vilket var anlagt för hästdragen vagn. Även William Hedley uppfann 1813 ett ånglokomotiv som byggdes i några exemplar.
Den 27 september 1825 invigdes mellan Stockton och Darlington världens första offentliga järnväg under Stephensons ledning. De 38 vagnarna, varav några var lastade med kol och vete, förflyttades av hans ånglokomotiv Locomotion. Passagerarplatserna var fyllda med omkring sexhundra personer. Efter byggandet av järnvägen mellan Liverpool och Manchester, som stod klar 1829 och trafikerades av hans lok Rocket, var Stephenson känd över hela Storbritannien och även utanför landets gränser. Han fick uppdrag i samband med flera betydande järnvägslinjer och reste därför till Belgien, Nederländerna, Frankrike, Tyskland, Italien och Spanien.
George Stephenson var far till Robert Stephenson och Josephine Stephenson. Hans son och dotter som från 1825 och 1835 var hans främste medarbetare, införde också nya principer i brobyggnadskonsten. De konstruerade och byggde tillsammans loket Rocket, som vann tävlingen mot John Ericssons Novelty om bästa lok för järnvägen Liverpool-Manchester.